# Ботьево
Ботьево — деревня в Яшкинском районе Кемеровской области

## Население
| 2010 |
| ---- |
| 543  |

## История
Деревня Ботьево основана в 1670 году на берегу реки Сосновка (бассейн реки Томь) посадским человеком Иваном Ботевым. Приписана была к Сибирскому уезду, а затем к Томской губернии.

## Инфраструктура
- Ботьевский сельский дом культуры
- Ботьевская средняя общеобразовательная школа
- Ботьевский Социально-Реабилитационный Центр для Несовершеннолетних